# Nacionalni park Congaree
Nacionalni park Congaree jedan je od 58 nacionalnih parkova smještenih na području Sjedinjenih Američkih Država.

## Zemljopisni podaci
Park se nalazi u središnjem dijelu američke savezne države Južna Karolina. Zauzima površinu od 88,50 km2. Kroz park protječe rijeka Congaree a oko 70 posto površine parka se smatra divljinom.

## Povijest
Godine 1969., Sierra Club je pokrenuo kampanju za zaštitu područja današnjeg parka koje je obilovalo starom šumom. Cilj je bio zaštiti šumu od eksploatiranja zbog visoke cijene drva i drvne građe. Kongres je kao rezultat kampanje 18. listopada 1976. područje proglasio američkim Nacionalnim spomenikom, a 30. lipnja 1983. godine je postalo međunarodni rezervat biosfere. 24. listopada 1988. godine više od dvije trećine područja je proglašeno divljinom, a 26. srpnja 2001. prostorom važnim za ptičji svijet. Nacionalnim parkom ovo područje je proglašeno 10. studenog 2003. godine.

## Biljni i životinjski svijet
Čempres je jedno od najzastupljenijih stabala u parku. Životinjski svijet obiluje raznim vrstama sisavaca, ptica, vodozemaca, gmazova i riba. Najveće životinje koje ovdje obitavaju su mrki medvjedi, srne, divlje svinje, divlji psi, kojoti i purani. Vode parka obiluju kornjačama, zmijama, aligatorima i mnogim vrstama riba kao što su som, štuka i brojne druge vrste.

## Vanjske poveznice
- [neaktivna poveznica]

## Ostali projekti
|  | Zajednički poslužitelj ima stranicu o temi Nacionalni park Congaree    |
|  | Zajednički poslužitelj ima još gradiva o temi Nacionalni park Congaree |